# DNA clamp
Con il termine DNA clamp o sliding clamp, vengono identificate una serie di proteine che assolvono la funzione di fattori di promozione o di fattori di processamento nella replicazione del DNA. Queste proteine mantengono le DNA polimerasi agganciate al filamento di DNA da replicare, con un modello di funzionamento che viene definito a pinza scorrevole.

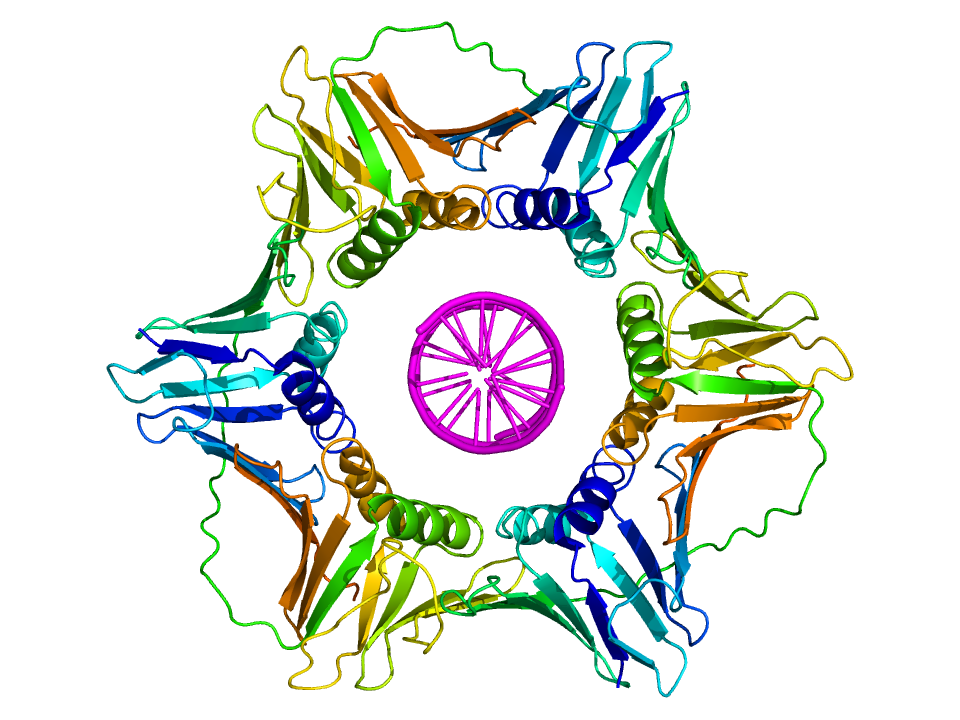
Struttura proteica della pinza scorrevole di PCNA umana vista in sezione trasversale: estremità N-terminale = blu, estremità C-terminale = rosso; DNA complessato in doppia elica = magenta

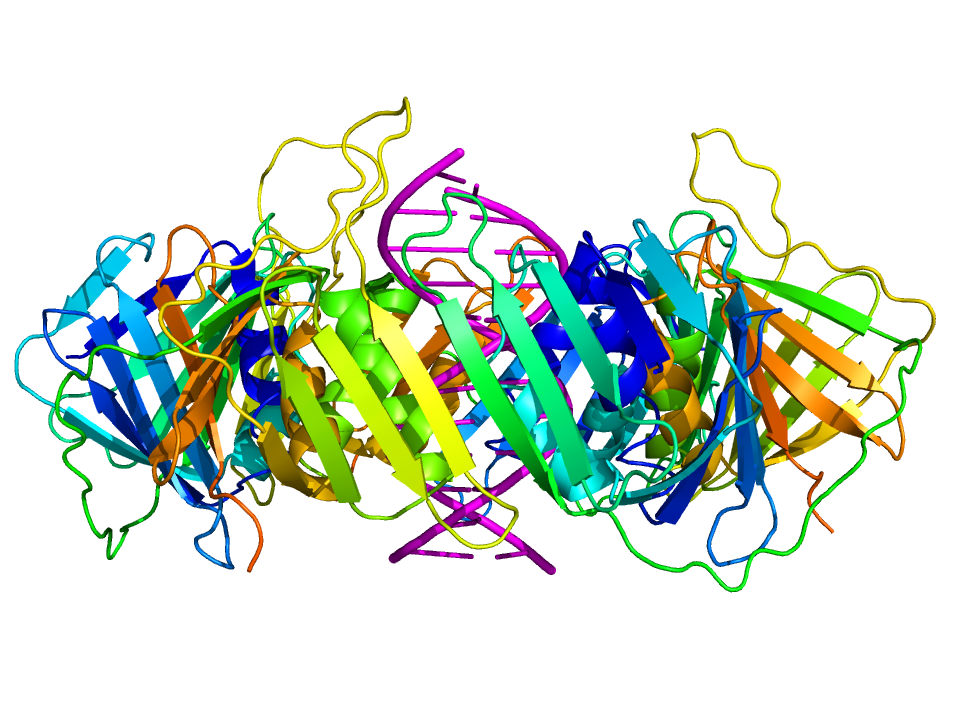
Struttura proteica della pinza scorrevole di PCNA umana vista lateralmente: estremità N-terminale = blu, estremità C-terminale = rosso; DNA complessato in doppia elica = magenta

Tali proteine risultano particolarmente importanti nel funzionamento dell'oloenzima DNA polimerasi III; si legano formando una specie di morsetto o pinza scorrevole fra il DNA e la polimerasi, impedendo alla polimerasi di staccarsi dal filamento di DNA stampo. Le interazioni proteina-proteina pinza scorrevole-polimerasi sono più forti e maggiormente specifiche rispetto alle interazioni dirette tra la polimerasi e il filamento di DNA stampo; la presenza della pinza scorrevole aumenta notevolmente il numero di nucleotidi che la polimerasi può aggiungere e quindi la velocità di replicazione del filamento di DNA. La presenza della pinza può aumentare il tasso di sintesi del DNA fino a 1.000 volte rispetto ad una polimerasi priva del clamp.

## Struttura
La pinza scorrevole è un insieme di proteine α+β che vengono assemblate in un multimero ad anello (toroidale) il quale circonda completamente la doppia elica del DNA. Tale pinza scorrendo sul DNA all'imboccatura della forca di replicazione avanza in maniera solidale con la polimerasi, Il processo viene aiutato da uno strato di molecole d'acqua presenti nel poro centrale della pinza fra il DNA e la superficie della proteina medesima. A causa della forma toroidale del multimero, la pinza non si può dissociare dal filamento stampo senza dissociare anche i monomeri.
La pinza scorrevole è stata individuata in: batteri, archea, eucarioti ed in alcuni virus. Nei batteri, la pinza scorrevole è costituita da un omodimero composto da due subunità beta identiche di DNA-polimerasi-III e, quindi, viene indicato come la pinza beta. In archaea negli eucarioti, è invece formata da un trimero composto da tre molecole di PCNA. Il batteriofago T4 utilizza anch'egli una pinza scorrevole denominata gp45 la cui struttura a trimero è simile a quella di PCNA, ma non vi è omologia di sequenza né con PCNA né con la pinza batterica beta.

## Beta clamp batterica

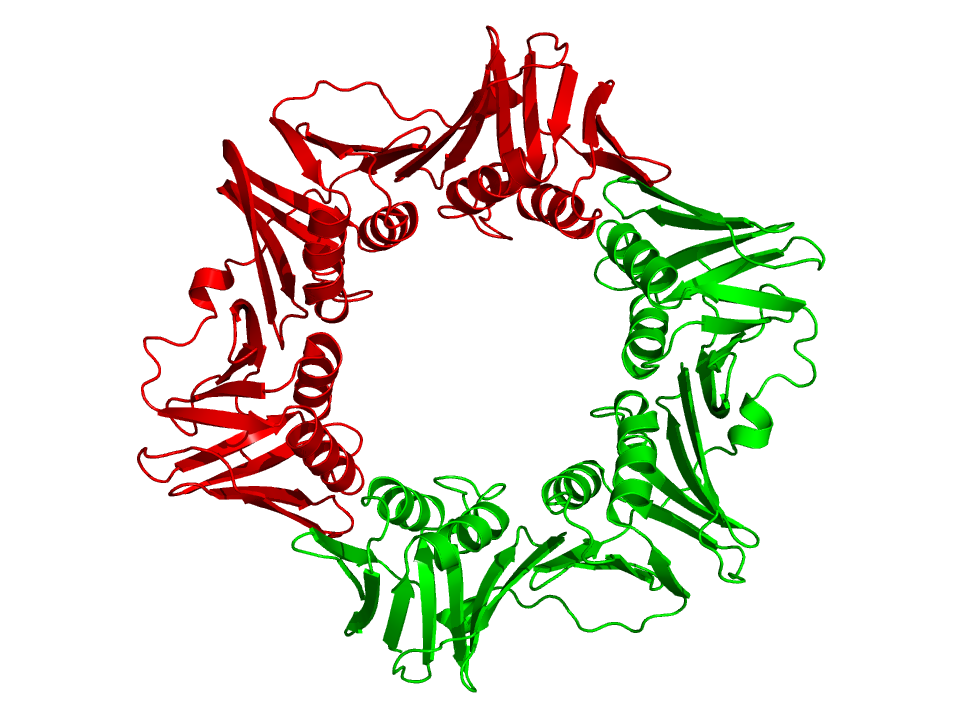
Struttura proteica del dimero che costituisce la subunità beta della DNA polimerasi III di E. coli.

La pinza beta nei batteri ha la struttura di un morsetto DNA-specifico costituito dalle subunità dell'oloenzima della DNA polimerasi III. Due subunità beta vengono assemblate attorno al DNA, questo assemblaggio prende il nome di complesso di pre-inizializzazione. Successivamente all'assemblamento del complesso attorno al DNA, l'affinità della subunità beta per la subunità gamma cambia, trasferendo l'affinità per le subunità alfa ed epsilon, le quali vengono così reclutate a dare l'oloenzima completo. La DNA polimerasi III è il principale enzima coinvolto nella replicazione del DNA procariotico.
Il complesso gamma della DNA polimerasi III, risulta essere costituito dalle subunità γδδ'χψ; mediante il consumo di ATP le due subunità beta possono legarsi al DNA. Una volta legate al DNA, le subunità beta, sono in grado di scorrere liberamente lungo la molecola di DNA a doppio filamento. Le subunità beta interagiscono a loro volta con il complesso della polimerasi αε. La subunità α possiede l'attività polimerasica e la subunità ε è una 3'-5' esonucleasi.
La catena beta della DNA polimerasi III batterica è composta da tre domini topologicamente non equivalenti (N-terminale, centrale, e C-terminale). Le due molecole a catena beta sono strettamente associate a formare un anello chiuso che circonda il DNA a doppio filamento.

## DNA clamp in eucarioti

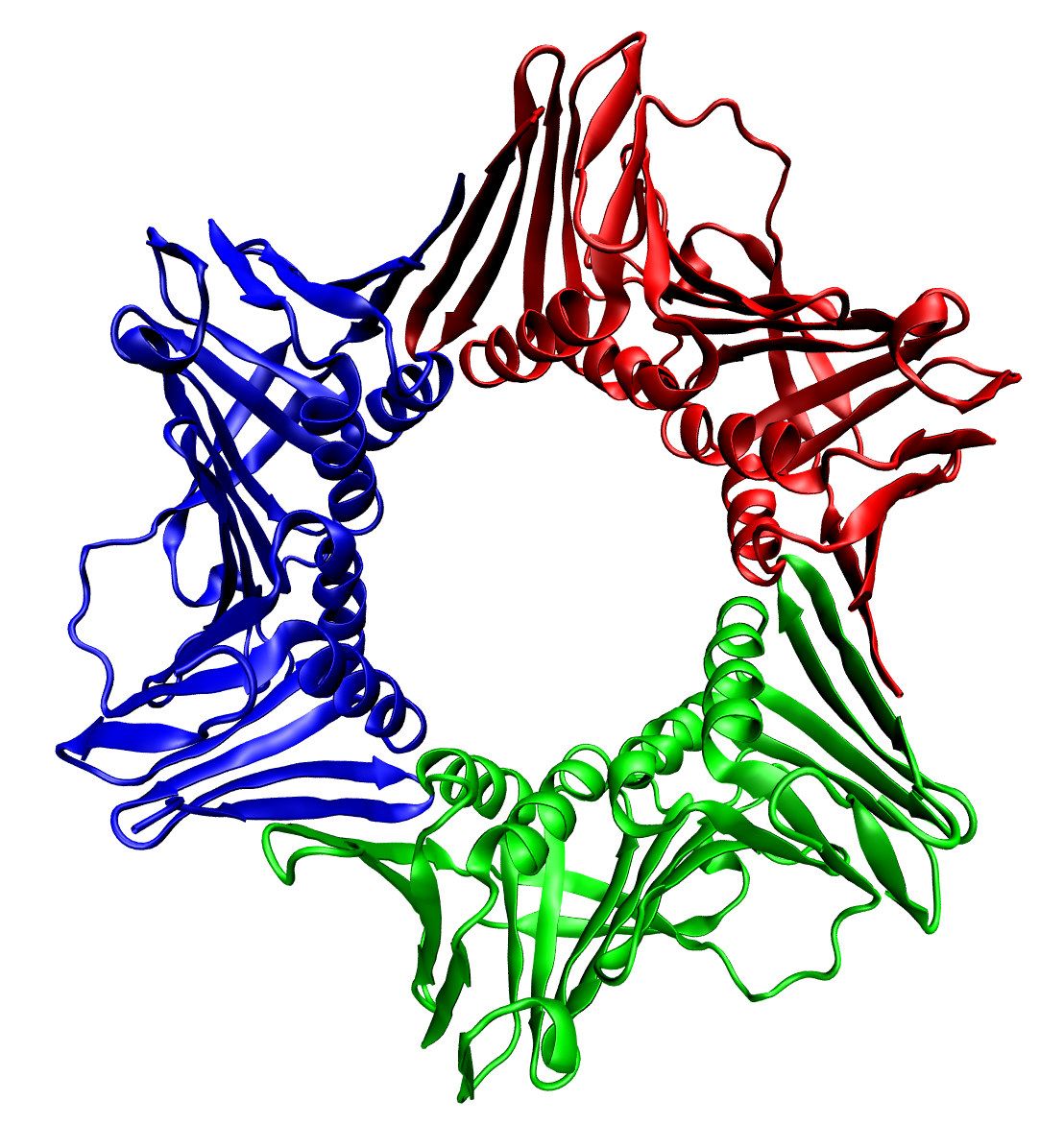
Struttura proteica del trimero che costituisce il DNA clamp umano, denominato PCNA.

La pinza scorrevole negli eucarioti viene assemblata a partire da una subunità specifica della DNA-polimerasi-delta chiamata antigene nucleare di proliferazione cellulare (PCNA). I domini N-terminale e C-terminale della PCNA sono topologicamente identici. Tre molecole PCNA vengono strettamente associate a formare un anello chiuso che circonda il DNA a doppio filamento.
La sequenza di PCNA risulta essere altamente conservata sia tra le piante che fra gli animali, ad indicare una forte pressione selettiva per la conservazione della struttura, e suggerendo che questo tipo di meccanismo di replicazione del DNA sia comune in tutti gli eucarioti; Omologhi di PCNA sono stati individuati negli archaea (Euryarchaeota e Crenarchaeota) ed in Paramecium virus bursaria Chlorella 1.

## Clamp nei virus

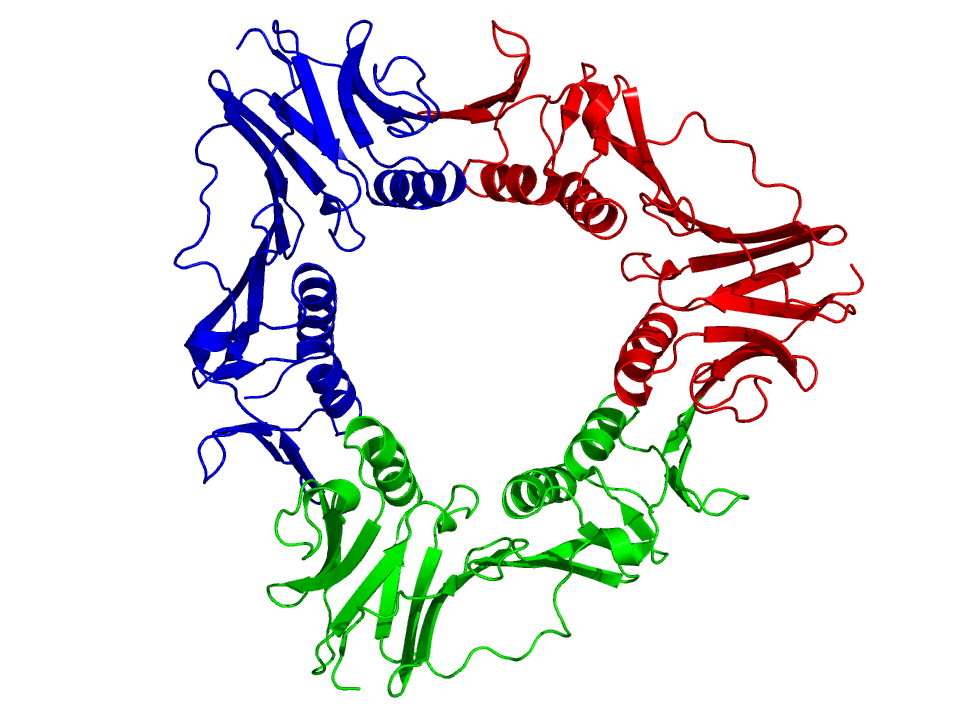
Struttura proteica del trimero gp45 che costituisce il clamp batteriofago T4.

Il clamp nei virus definito gp45 è costituito da due domini proteici che costituiscono la subunità scorrevole. Ogni dominio proteico è costituito da due α-eliche e due β-foglietti, la struttura ad anello viene realizzata tramite doppia ripetizione pseudo-simmetrica della sequenza proteica; tre molecole gp45 vengono strettamente associate a formare un anello chiuso che circonda il DNA a doppio filamento.

## Assemblamento
Le proteine scorrevoli vengono associate ai rispettivi filamenti di DNA da proteine specializzate denominate "sliding clamp loaders", le quali sono anche in grado di disassemblare il multimero dopo il completamento della replicazione del DNA. I siti di legame per queste proteine sono sovrapposti ai siti di legame per la polimerasi del DNA, in modo che la pinza scorrevole non possa essere associata contemporaneamente alla polimerasi. In questo modo la pinza non sarà attiva, poiché smontata, quando la polimerasi è inattiva. Diverse molecole in grado di interagire con il DNA durante la fase di replicazione o quella di riparazione hanno affinità per i clamp, assicurando così che la pinza non sarà rimossa mentre queste molecole operano sul DNA. Il clamp (pinza) richiede l'idrolisi dell'ATP per potersi "chiudere" attorno al DNA.